# Pensioen- en Verzekeringskamer
De Pensioen- en Verzekeringskamer (PVK) was een Nederlandse overheidsinstantie die toezicht hield op pensioenfondsen en verzekeringsmaatschappijen.

## Geschiedenis
De Verzekeringskamer werd op 1 september 1923 opgericht als zelfstandig lichaam van het Ministerie van Justitie. De kamer werd belast met de toezicht op verzekeringen. In 1952 werd de toezichthoudende taak uitgebreid met ook het toezicht op de pensioenfondsen. Met ingang van 1 januari 1987 opereerde de Kamer als zelfstandig lichaam van het Ministerie van Financiën. Op 1 september 1992 werd de Kamer geprivatiseerd tot zelfstandig bestuursorgaan (zbo) onder de statutaire naam Stichting Verzekeringskamer. Deze werd op 1 januari 2001 gewijzigd in de Stichting Pensioen- & Verzekeringskamer.
Op 30 oktober 2004 fuseerde de Stichting Pensioen- & Verzekeringskamer met De Nederlandsche Bank.

## Trivia
- Klaas Knot, sinds 1 juli 2011 president van DNB, was van 2002 tot de fusie in 2004 directeur van de PVK.